# Dekin no Mogura
Dekin no Mogura (出禁のモグラ?) es una serie de manga japonesa escrita e ilustrada por Natsumi Eguchi. La serie comenzó a publicarse en la revista de manga seinen Morning de Kōdansha en abril de 2021. Una adaptación televisiva de anime producida por Brain's Base se estrenará en julio de 2025.

## Personajes
Momoyuki Mogura (百暗 桃弓木 Mogura Momoyuki?)
Seiyū: Yūichi Nakamura
Kuriaki Magi (真木 栗顕 Magi Kuriaki?)
 Seiyū: Genki Okawa
Yaeko Kirihara (桐原 八重子 Kirihara Yaeko?)
 Seiyū: Yukiyo Fujii
Shio Inukai (犬飼 詩魚 Inukai Shio?)
 Seiyū: Akane Fujita
Kyōshirō Nekozuku (猫附梗史郎 Nekozuku Kyōshirō?)
 Seiyū: Ayumu Murase
Tōshirō Nekozuku (猫附藤史郎 Nekozuku Tōshirō?)
 Seiyū: Shunsuke Takeuchi
Kyōko Nekozuku (猫附杏子 Nekozuku Kyōko?)
 Seiyū: Atsumi Tanezaki

## Contenido de la obra

### Manga
Dekin no Mogura está escrita e ilustrada por Natsumi Eguchi y comenzó a serializarse en la revista de manga seinen Morning de Kōdansha el 8 de abril de 2021. Sus capítulos han sido compilados en siete volúmenes tankōbon a partir de junio de 2024.
| Volúmenes de manga publicados | Volúmenes de manga publicados | Volúmenes de manga publicados |
| Número                        | Fecha de lanzamiento          | ISBN                          |
| ----------------------------- | ----------------------------- | ----------------------------- |
| 1                             | 22 de septiembre de 2021      | ISBN 978-4-06-523881-3        |
| 2                             | 23 de marzo de 2022           | ISBN 978-4-06-527152-0        |
| 3                             | 22 de septiembre de 2022      | ISBN 978-4-06-529041-5        |
| 4                             | 23 de marzo de 2023           | ISBN 978-4-06-531123-3        |
| 5                             | 23 de agosto de 2023          | ISBN 978-4-06-532543-8        |
| 6                             | 23 de enero de 2024           | ISBN 978-4-06-534354-8        |
| 7                             | 21 de junio de 2024           | ISBN 978-4-06-535724-8        |

### Anime
El 18 de noviembre de 2024 se anunció una adaptación televisiva en formato anime. La serie está producida por Brain's Base y dirigida por Hiroshi Ishiodori, con Shinzō Fujita supervisando los guiones de la serie, Yōko Tanabe diseñando los personajes y Tomoki Hasegawa componiendo la música. Su estreno está previsto para el 7 de julio de 2025 en Tokyo MX y BS11. Crunchyroll obtuvo la licencia de la serie en América del Norte, América Central, América del Sur, Europa, África, Oceanía, Oriente Medio y CEI.